# John Bozeman

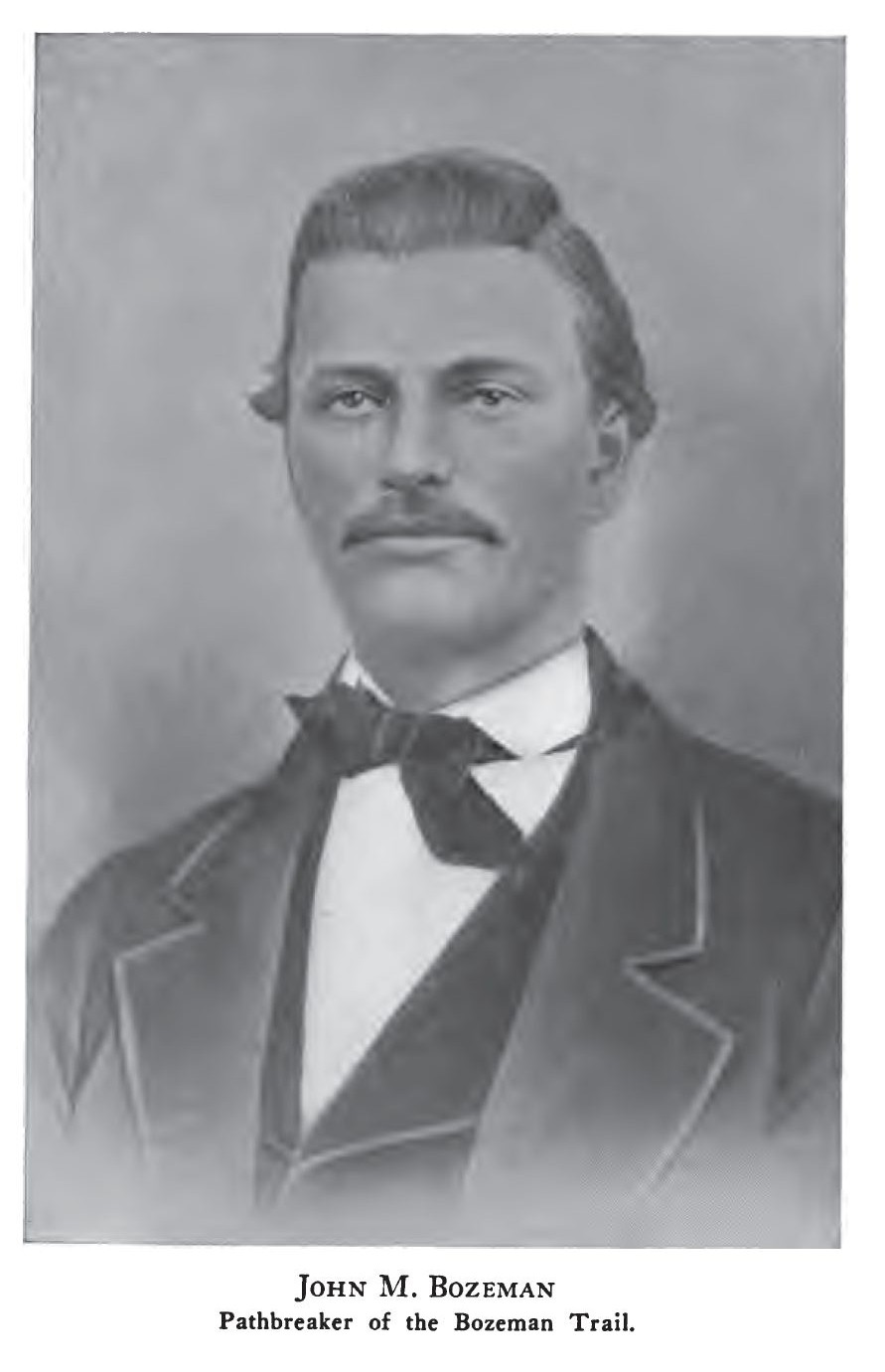
John Bozeman

John Merin Bozeman to amerykański pionier i odkrywca ur. w roku 1835, zm. przypuszczalnie 20 kwietnia 1867, znany głównie z wytyczenia szlaku jego imienia.
Bozeman przyszedł na świat w hrabstwie Pickens w Georgii. W roku In 1858 wyruszył na zachód zostawiając żonę i dzieci. W roku 1862 pojawił się w Deer Lodge w zachodniej Montanie uchodząc z Kolorado, gdzie nie powodziło mu się zbyt dobrze. W Montanie, gdzie było niewiele lepiej pojął, że są lepsze metody zarabiania pieniędzy niż szukanie złota. Postanowił zarabiać na wędrowcach trawionych „gorączką złota”.
Gdy w Stanach Zjednoczonych rozeszła się wieść, że w południowo-zachodniej Montanie znaleziono złoto, tysiące ludzi ruszyły na poszukiwania. W tamtych czasach, by dostać się do Montany od wschodu, biali musieli wędrować w górę Missouri do Fortu Benton, bądź też szlakiem oregońskim przez Przełęcz Południową i dalej szlakiem lądowym przez Idaho i Fort Hall. Obie te drogi były drogami okrężnymi i zmuszającymi wędrowców do dwukrotnego przekraczania Gór Skalistych. Droga z Kolorado wprost na północ wiodła przez góry środkowego Wyomingu, przez ziemie wojowniczych plemion indiańskich – Dakotów i Północnych Szejenów.
W zimie 1862/3 Bozeman, wraz z traperem Johnem Jacobsem i jego córką, wyruszył z Bannack kierując się na południowy wschód wzdłuż pasma górskiego Bighorn, a następnie na południe, wytyczając tym sposobem szlak Bozemana, skracający drogę przez dolinę rzeki Gallatin. W roku następnym, już samodzielnie, poprowadził tą trasą pierwszą kolumnę wozów. Osadnicy wkrótce natknęli się na Indian, którzy zażądali, by biali trzymali się z dala od ich świętych ziem. Podczas gdy większość osadników dostosowała się do tego i zawróciła na drogę okrężną, Bozeman na czele grupki konnych, wędrując nocami, dotarł do rzeki Yellowstone, przeprawił się przez Belt Mountains drogą, którą z czasem nazwano Przełęczą Bozemana i bardzo szybko dotarł do złotonośnych terenów w Montanie. Sukces wyprawy spowodował, że wiosną 1864 przeprowadził nową drogą drugą kolumnę wozów. Jej szlakiem ruszyły następne.
Wędrowcy na szlaku byli tak często atakowani przez Indian, że rząd, po zakończeniu wojny secesyjnej zlecił armii ochronę szlaku. W ten sposób doszło do budowy trzech fortów: Reno, Phil Kearny i C.F. Smith, które dotrwały do roku 1868, kiedy to zostały opuszczone, a następnie spalone przez Indian.
Bozeman, któremu nowe zajęcie zaczęło przynosić dochody, osiadł w Dolinie, gdzie wkrótce założył miasteczko Bozeman; stało się ono szczególnie ważnym miejscem dla teksańskich hodowców bydła, którzy byli zainteresowani o dostarczaniu zwierząt rzeźnych do południowo-zachodniej Montany jak najkrótszą drogą. Pierwsze stado popędzono szlakiem Bozemana w roku 1866.
Bozeman zginął podczas jednej z wędrówek nad rzeką Yellowstone w kwietniu 1867 roku. Jego towarzysz podróży Tom Cover zeznał, że zostali zaatakowani przez wojowników z plemienia Czarne Stopy. Pewne niekonsekwencje w jego relacji przywiodły historyków do przekonania, że to on sam zamordował Bozemana.